# Lista odcinków serialu Piękna i Bestia (2012)
Poniżej znajduje się lista odcinków serialu telewizyjnego Piękna i Bestia (serial telewizyjny 2012) – emitowanego przez amerykańską stację telewizjną  The CW od 11 października 2012. W Polsce jest emitowany od 24 czerwca 2013 roku na kanale AXN Spin.
| Sezon | Sezon | Odcinki | Oryginalna emisja    | Oryginalna emisja | Oryginalna emisja | Oryginalna emisja    | Oryginalna emisja |
| Sezon | Sezon | Odcinki | Premiera sezonu      | Finał sezonu      | Premiera sezonu   | Finał sezonu         |                   |
| ----- | ----- | ------- | -------------------- | ----------------- | ----------------- | -------------------- | ----------------- |
|       | 1     | 22      | 11 października 2012 | 16 maja 2013      | 24 czerwca 2013   | 18 listopada 2013    |                   |
|       | 2     | 22      | 7 października 2013  | 7 lipca 2014      | 27 czerwca 2014   | 4 września 2014      |                   |
|       | 3     | 13      | 11 czerwca 2015      | 10 września 2015  | 27 lipca 2015     | 26 października 2015 |                   |
|       | 4     | 13      | 2 czerwca 2016       | 15 września 2016  | 4 grudnia 2016    | brak danych          |                   |

## Sezon 1 (2012-2013)
| Nr | #  | Tytuł                | Reżyseria      | Scenariusz                                 | Premiera             | Premiera             |
| -- | -- | -------------------- | -------------- | ------------------------------------------ | -------------------- | -------------------- |
| 1  | 1  | Pilot                | Gary Fleder    | Sherri Cooper, Jennifer Levinus            | 11 października 2012 | 24 czerwca 2013      |
| 2  | 2  | Proceed with Caution | Rick Bota      | Sherri Cooper, Jennifer Levin              | 18 października 2012 | 1 lipca 2013         |
| 3  | 3  | All In               | P. J. Pesce    | Jeff Rake                                  | 25 października 2012 | 8 lipca 2013         |
| 4  | 4  | Basic Instinct       | Bradley Walsh  | Roger Grant                                | 1 listopada 2012     | 15 lipca 2013        |
| 5  | 5  | Saturn Returns       | Steve Adelson  | Blair Singer, Kelly Souders                | 8 listopada 2012     | 22 lipca 2013        |
| 6  | 6  | Worth                | Kevin Fair     | Allison Moore                              | 15 listopada 2012    | 29 lipca 2013        |
| 7  | 7  | Out of Control       | Rick Bota      | Brian Peterson, Kelly Souders              | 29 listopada 2012    | 5 sierpnia 2013      |
| 8  | 8  | Trapped              | Paul Fox       | Emily Silver                               | 6 grudnia 2012       | 12 sierpnia 2013     |
| 9  | 9  | Bridesmaid Up!       | Mairzee Almas  | Sherri Cooper, Jennifer Levin              | 13 grudnia 2012      | 19 sierpnia 2013     |
| 10 | 10 | Seeing Red           | Rick Bota      | Roger Grant                                | 24 stycznia 2013     | 26 sierpnia 2013     |
| 11 | 11 | On Thin Ice          | Mike Rohl      | Blair Singer                               | 31 stycznia 2013     | 2 września 2013      |
| 12 | 12 | Cold Turkey          | Fred Gerber    | Allison Moore                              | 7 lutego 2013        | 9 września 2013      |
| 13 | 13 | Trust No One         | Bobby Roth     | Brian Peterson, Kelly Souders              | 14 lutego 2013       | 16 września 2013     |
| 14 | 14 | Tough Love           | Bradley Walsh  | Don Whitehead, Holly Henderson             | 21 lutego 2013       | 23 września 2013     |
| 15 | 15 | Any Means Possible   | Steve Adelson  | Roger Grant                                | 14 marca 2013        | 30 września 2013     |
| 16 | 16 | Insatiable           | Lee Rose       | Blair Singer                               | 21 marca 2013        | 7 października 2013  |
| 17 | 17 | Partners in Crime    | Rick Rosenthal | Emily Silver                               | 28 marca 2013        | 14 października 2013 |
| 18 | 18 | Heart of Darkness    | Scott Peters   | Roger Grant, Blair Singer                  | 18 kwietnia 2013     | 21 października 2013 |
| 19 | 19 | Playing with Fire    | Mike Rohl      | Brian Studler                              | 25 kwietnia 2013     | 28 października 2013 |
| 20 | 20 | Anniversary          | Mairzee Almas  | Don Whitehead, Holly Henderson             | 2 maja 2013          | 4 listopada 2013     |
| 21 | 21 | Date Night           | Kevin Fair     | Roger Grant, Jennifer Levin, Sherri Cooper | 9 maja 2013          | 11 listopada 2013    |
| 22 | 22 | Never Turn Back      | Rick Bota      | Kelly Souders, Brian Peterson              | 16 maja 2013         | 18 listopada 2013    |

## Sezon 2 (2013-2014)
Premierowy odcinek 2 sezonu Pięknej i Bestii był wyemitowany 7 października 2013 roku.
W Polsce sezon 2 serialu będzie emitowany od 27 czerwca 2014 roku przez AXN
| Nr | #  | Tytuł                         | Reżyseria         | Scenariusz                               | Premiera             | Premiera                                          |
| -- | -- | ----------------------------- | ----------------- | ---------------------------------------- | -------------------- | ------------------------------------------------- |
| 23 | 1  | Who Am I?                     | Stuart Gillard    | Brad Kern                                | 7 października 2013  | 26 czerwca 2014(AXN Spin) 27 czerwca 2014 (AXN)   |
| 24 | 2  | Kidnapped                     | Rick Bota         | Jennifer Levin Sherri Cooper             | 14 października 2013 | 26 czerwca 2014(AXN Spin) 27 czerwca 2014 (AXN)   |
| 25 | 3  | Liar, Liar                    | Bradley Walsh     | John A. Norris                           | 21 października 2013 | 3 lipca 2014(AXN Spin) 4 lipca 2014 (AXN)         |
| 26 | 4  | Hothead                       | Michael Robison   | Roger Grant                              | 28 października 2013 | 3 lipca 2014(AXN Spin) 4 lipca 2014 (AXN)         |
| 27 | 5  | Reunion                       | Fred Greber       | Eric Tuchman                             | 4 listopada 2013     | 10 lipca 2014(AXN Spin) 11 lipca 2014 (AXN)       |
| 28 | 6  | Father Knows Best             | Paul Kaufman      | Brad Kern Roger Grant                    | 11 listopada 2013    | 10 lipca 2014(AXN Spin) 11 lipca 2014 (AXN)       |
| 29 | 7  | Guess Who's Coming to Dinner? | Jeff Renfroe      | Wendy Straker Hauser                     | 18 listopada 2013    | 17 lipca 2014(AXN Spin) 18 lipca 2014 (AXN)       |
| 30 | 8  | Man or Beast?                 | Stuart Gillard    | John A. Norris                           | 25 listopada 2013    | 17 lipca 2014(AXN Spin) 18 lipca 2014 (AXN)       |
| 31 | 9  | Don't Die On Me               | Mairzee Almas     | Eric Tuchman                             | 13 stycznia 2014     | 24 lipca 2014(AXN Spin) 25 lipca 2014 (AXN)       |
| 32 | 10 | Ancestors                     | Steven A. Adelson | Roger Grant Rupa Magge                   | 20 stycznia 2014     | 24 lipca 2014(AXN Spin) 25 lipca 2014 (AXN)       |
| 33 | 11 | Held Hostage                  | Sudz Sutherland   | Pamela Sue Anton                         | 27 stycznia 2014     | 31 lipca 2014(AXN Spin) 1 sierpnia 2014 (AXN)     |
| 34 | 12 | Recipe for Disaster           | Allan Kroeker     | Brad Kern Wendy Straker Hauser           | 3 lutego 2014        | 31 lipca 2014(AXN Spin) 1 sierpnia 2014 (AXN)     |
| 35 | 13 | Till Death                    | Stuart Gillard    | Roger Grant Sherri Cooper Jennifer Levin | 10 lutego 2014       | 7 sierpnia 2014(AXN Spin) 8 sierpnia 2014 (AXN)   |
| 36 | 14 | Redemption                    | Grant Harvey      | John A. Norris                           | 17 lutego 2014       | 7 sierpnia 2014(AXN Spin) 8 sierpnia 2014 (AXN)   |
| 37 | 15 | Catch Me If You Can           | Norma Bailey      | Eric Tuchman                             | 3 marca 2014         | 14 sierpnia 2014(AXN Spin) 15 sierpnia 2014 (AXN) |
| 38 | 16 | About Last Night              | Stuart Gillard    | Melissa Glenn                            | 10 marca 2014        | 14 sierpnia 2014(AXN Spin) 15 sierpnia 2014 (AXN) |
| 39 | 17 | Beast is the New Black        | Jennifer Levin    | Sherri Cooper                            | 2 czerwca 2014       | 21 sierpnia 2014(AXN Spin) 22 sierpnia 2014 (AXN) |
| 40 | 18 | Cat and Mouse                 | Jeff Renfroe      | Amy Van Curen Brad Kern                  | 9 czerwca 2014       | 21 sierpnia 2014(AXN Spin) 22 sierpnia 2014 (AXN) |
| 41 | 19 | Cold Case                     | Rich Newey        | John A. Norris Eric Tuchman              | 16 czerwca 2014      | 28 sierpnia 2014(AXN Spin) 29 sierpnia 2014 (AXN) |
| 42 | 20 | Ever After                    | Steven A. Adelson | Vanessa Rojas                            | 23 czerwca 2014      | 28 sierpnia 2014(AXN Spin) 29 sierpnia 2014 (AXN) |
| 43 | 21 | Operation Fake Date           | Fred Gerber       | Sherri Cooper Jennifer Levin             | 30 czerwca 2014      | 4 września 2014(AXN Spin) 5 września 2014 (AXN)   |
| 44 | 22 | Déjà Vu                       | Stuart Gillard    | Brad Kern Roger Grant                    | 2 czerwca 2014       | 4 września 2014(AXN Spin) 5 września 2014 (AXN)   |

## Sezon 3 (2015)
8 maja 2014 roku, stacja The CW ogłosiła zamówienie 3 sezonu Pięknej i Bestii 
| Nr | #  | Tytuł                       | Reżyseria       | Scenariusz                     | Premiera         | Premiera             |
| -- | -- | --------------------------- | --------------- | ------------------------------ | ---------------- | -------------------- |
| 45 | 1  | Beast of Wall Street        | Jeff Renfroe    | Brad Kern                      | 11 czerwca 2015  | 3 sierpnia 2015      |
| 46 | 2  | Primal Fear                 | David McNally   | Roger Grant                    | 18 czerwca 2015  | 10 sierpnia 2015     |
| 47 | 3  | Bob & Carol & Vincent & Cat | Stuart Gillard  | Melissa Glenn                  | 25 czerwca 2015  | 17 sierpnia 2015     |
| 48 | 4  | Heart of the Matter         | Rich Newey      | Jeff Reno, Ron Osborn          | 2 lipca 2015     | 24 sierpnia 2015     |
| 49 | 5  | The Most Dangerous Beast    | Mairzee Almas   | Benjamin Raab, Deric A. Hughes | 9 lipca 2015     | 31 sierpnia 2015     |
| 50 | 6  | Chasing Ghosts              | Jill Carter     | Gillian Horvath                | 16 lipca 2015    | 7 września 2015      |
| 51 | 7  | Both Sides Now              | Deborah Chow    | Vanessa Rojas                  | 23 lipca 2015    | 14 września 2015     |
| 52 | 8  | Shotgun Wedding             | Stuart Gillard  | Brad Kern, Anthony Epling      | 30 lipca 2015    | 21 września 2015     |
| 53 | 9  | Cat's Out of the Bag        | David MacLeod   | Wendy Straker Hauser           | 6 sierpnia 2015  | 28 września 2015     |
| 54 | 10 | Patient X                   | Norma Bailey    | Benjamin Raab, Deric A. Hughes | 13 sierpnia 2015 | 5 października 2015  |
| 55 | 11 | Unbreakable                 | Sudz Sutherland | Roger Grant, Melissa Glenn     | 20 sierpnia 2015 | 12 października 2015 |
| 56 | 12 | Sins of the Fathers         | Jeff Renfroe    | Gillian Horvath                | 27 sierpnia 2015 | 19 października 2015 |
| 57 | 13 | Destined                    | Stuart Gillard  | Brad Kern                      | 10 września 2015 | 26 października 2015 |

## Sezon 4 (2016)
14 lutego 2015 roku, stacja The CW  zamówiła 4 sezonu Pięknej i Bestii 
| Nr | #  | Tytuł                          | Reżyseria         | Scenariusz                      | Premiera         | Premiera       |
| -- | -- | ------------------------------ | ----------------- | ------------------------------- | ---------------- | -------------- |
| 58 | 1  | Monsieur et Madame Bete        | Stuart Gillard    | Brad Kern                       | 2 czerwca 2016   | 4 grudnia 2016 |
| 59 | 2  | Beast Interrupted              | Rich Newey        | Lara Olsen                      | 9 czerwca 2016   | 4 grudnia 2016 |
| 60 | 3  | Down for the Count             | Don McCutcheon    | Benjamin Raab, Deric A. Hughes  | 16 czerwca 2016  | nieemitowany   |
| 61 | 4  | Something's Gotta Give         | Steven A. Adelson | John E. Pogue                   | 23 czerwca 2016  | nieemitowany   |
| 62 | 5  | It's a Wonderful Beast         | Stuart Gillard    | Melissa Glenn                   | 30 czerwca 2016  | nieemitowany   |
| 63 | 6  | Beast of Times, Worst of Times | Norma Bailey      | Patti Carr                      | 7 lipca 2016     | nieemitowany   |
| 64 | 7  | Point of No Return             | Jill Carter       | Gillian Horvath                 | 14 lipca 2016    | nieemitowany   |
| 65 | 8  | Love is a Battlefield          | Farhad Mann       | Vanessa Rojas                   | 21 lipca 2016    | nieemitowany   |
| 66 | 9  | The Getaway                    | Stuart Gillard    | Benjamin Raab, Deric A. Hughes  | 28 lipca 2016    | nieemitowany   |
| 67 | 10 | Means to an End                | David MacLeod     | Melissa Glenn                   | 11 sierpnia 2016 | nieemitowany   |
| 68 | 11 | Meet the New Beast             | David Makin       | Patti Carr, Lara Olsen          | 25 sierpnia 2016 | nieemitowany   |
| 69 | 12 | No Way Out                     | P.J. Pesce        | Austin Badgett, Gillian Horvath | 8 września 2016  | nieemitowany   |
| 70 | 13 | Au Revoir                      | Stuart Gillard    | Mike Gemballa                   | 15 września 2016 | nieemitowany   |